# 北緯60度線
北緯60度線（ほくい60どせん）は、地球の赤道面より北に地理緯度にして60度の角度を成す緯線。ヨーロッパ、アジア、太平洋、北アメリカ、大西洋を通過する。なお全長は赤道のおよそ半分になる。
この緯度の下では、夏至点時の可照時間は18時間52分で、冬至点時は5時間52分である。

## 通過する地域一覧
北緯60度線は、本初子午線から東に向かって以下の場所を通っている。
| 地理座標                                               | 国土・領土・領海       | 備考 |
| ------------------------------------------------------ | ---------------------- | --- |
| 北緯60度0分 東経0度0分 / 北緯60.000度 東経0.000度      | 北海                   | |
| 北緯60度0分 東経5度2分 / 北緯60.000度 東経5.033度      | ノルウェー             | Møkster島、Selbjørn島、Huftarøy島、Reksteren島、Tysnesøy島、本土 オスロの北を通過 |
| 北緯60度0分 東経12度23分 / 北緯60.000度 東経12.383度   | スウェーデン           | |
| 北緯60度0分 東経18度53分 / 北緯60.000度 東経18.883度   | バルト海               | |
| 北緯60度0分 東経20度8分 / 北緯60.000度 東経20.133度    | オーランド諸島         | |
| 北緯60度0分 東経20度58分 / 北緯60.000度 東経20.967度   | バルト海               | |
| 北緯60度0分 東経22度22分 / 北緯60.000度 東経22.367度   | フィンランド           | |
| 北緯60度0分 東経23度56分 / 北緯60.000度 東経23.933度   | バルト海               | フィンランド・ヘルシンキの南を通過 |
| 北緯60度0分 東経24度26分 / 北緯60.000度 東経24.433度   | フィンランド           | ポルッカラ半島 |
| 北緯60度0分 東経24度30分 / 北緯60.000度 東経24.500度   | バルト海               | フィンランド湾 - ロシア・ゴーグラント島の南を通過 |
| 北緯60度0分 東経27度48分 / 北緯60.000度 東経27.800度   | ロシア                 | Moshchnyy島 |
| 北緯60度0分 東経27度54分 / 北緯60.000度 東経27.900度   | バルト海               | フィンランド湾 |
| 北緯60度0分 東経29度44分 / 北緯60.000度 東経29.733度   | ロシア                 | コトリン島（クロンシュタット市） |
| 北緯60度0分 東経29度47分 / 北緯60.000度 東経29.783度   | バルト海               | フィンランド湾 |
| 北緯60度0分 東経30度5分 / 北緯60.000度 東経30.083度    | ロシア                 | サンクトペテルブルクの北を通過 ラドガ湖を通過 |
| 北緯60度0分 東経154度30分 / 北緯60.000度 東経154.500度 | オホーツク海           | シェリホフ湾 |
| 北緯60度0分 東経161度28分 / 北緯60.000度 東経161.467度 | ロシア                 | カムチャツカ半島 |
| 北緯60度0分 東経165度14分 / 北緯60.000度 東経165.233度 | ベーリング海           | |
| 北緯60度0分 東経166度10分 / 北緯60.000度 東経166.167度 | ロシア                 | |
| 北緯60度0分 東経166度33分 / 北緯60.000度 東経166.550度 | ベーリング海           | オリュトルスキー湾 |
| 北緯60度0分 東経170度9分 / 北緯60.000度 東経170.150度  | ロシア                 | |
| 北緯60度0分 東経170度26分 / 北緯60.000度 東経170.433度 | ベーリング海           | |
| 北緯60度0分 西経167度8分 / 北緯60.000度 西経167.133度  | アメリカ合衆国         | アラスカ州 - ヌニバク島 |
| 北緯60度0分 西経165度39分 / 北緯60.000度 西経165.650度 | エトリン海峡（英語版） | |
| 北緯60度0分 西経164度9分 / 北緯60.000度 西経164.150度  | アメリカ合衆国         | アラスカ州 |
| 北緯60度0分 西経152度38分 / 北緯60.000度 西経152.633度 | クック湾               | |
| 北緯60度0分 西経151度44分 / 北緯60.000度 西経151.733度 | アメリカ合衆国         | アラスカ州 - キナイ半島、エバンズ島（英語版）、エリントン島、ラトウチェ島（英語版）、モンタギュー島 |
| 北緯60度0分 西経147度24分 / 北緯60.000度 西経147.400度 | 太平洋                 | アラスカ湾 |
| 北緯60度0分 西経144度24分 / 北緯60.000度 西経144.400度 | アメリカ合衆国         | アラスカ州 - ウィンガム島、カイアック島、本土（ごくわずか） |
| 北緯60度0分 西経143度50分 / 北緯60.000度 西経143.833度 | 太平洋                 | アラスカ湾 |
| 北緯60度0分 西経141度53分 / 北緯60.000度 西経141.883度 | アメリカ合衆国         | アラスカ州 |
| 北緯60度0分 西経139度3分 / 北緯60.000度 西経139.050度  | カナダ                 | ユーコン準州 / ブリティッシュコロンビア州 境界 ノースウエスト準州 / ブリティッシュコロンビア州 境界 ノースウエスト準州 / アルバータ州 境界 ノースウエスト準州 / サスカチュワン州 境界 ノースウエスト準州 / マニトバ州 境界 - 約400m ヌナブト準州 / マニトバ州 境界 |
| 北緯60度0分 西経94度49分 / 北緯60.000度 西経94.817度   | ハドソン湾             | カナダヌナブト準州オタワ島（英語版）の北を通過 |
| 北緯60度0分 西経77度17分 / 北緯60.000度 西経77.283度   | カナダ                 | ケベック州 |
| 北緯60度0分 西経69度46分 / 北緯60.000度 西経69.767度   | アンガヴァ湾           | |
| 北緯60度0分 西経65度7分 / 北緯60.000度 西経65.117度    | カナダ                 | ケベック州 ニューファンドランド・ラブラドール州 |
| 北緯60度0分 西経64度9分 / 北緯60.000度 西経64.150度    | 大西洋                 | デービス海峡（北側）とラブラドル海（南側）の境界)[2] |
| 北緯60度0分 西経44度52分 / 北緯60.000度 西経44.867度   | グリーンランド         | |
| 北緯60度0分 西経43度9分 / 北緯60.000度 西経43.150度    | 大西洋                 | |
| 北緯60度0分 西経1度21分 / 北緯60.000度 西経1.350度     | イギリス               | スコットランド - シェトランド諸島・メインランド島、ムーサ島（英語版） |
| 北緯60度0分 西経1度11分 / 北緯60.000度 西経1.183度     | 北海                   | |

## カナダ

カナダにおける北緯60度線

カナダでは、北緯60度線は北部カナダ（ユーコン準州、ノースウエスト準州、ヌナブト準州）と西部カナダ（ブリティッシュコロンビア州、アルバータ州、サスカチュワン州、マニトバ州）の陸上の境界になっている。
ハドソン湾やジェームズ湾にあるヌナブト準州の島嶼が北緯60度以南にあり、ケベック州やニューファンドランド・ラブラドール州の一部が北緯60度以北にあるにもかかわらず、"north of 60"（60度の北）という表現は北部カナダ3準州を表すのによく用いられる。1990年代に放送されたノースウエスト準州の生活を取り上げたCBCの番組は"North of 60"というタイトルだった。
北緯60度線と西経102度線が交差する地点はノースウエスト準州・ヌナブト準州・サスカチュワン州・マニトバ州の境界が集まる場所で、フォー・コーナーズと呼ばれる。しかし、実際にはサスカチュワン州とマニトバ州の境界が西経102度線より400mほど西を通っているため、フォー・コーナーズは正確には四重境界ではない。